# Frederic Prokosch
Frederic Prokosch, né le 17 mai 1908 à Madison dans le Wisconsin et décédé le 6 juin 1989  à Grasse, dans le sud de la France, où il s'était retiré, est un écrivain américain. Romancier, poète, critique littéraire, il était aussi traducteur.

## Biographie
Frederic Prokosch est né à Madison (Wisconsin), dans une famille d'intellectuels. Son père Eduard Prokosch est un immigrant autrichien, professeur d'allemand à l'Université Yale jusqu'à sa mort en 1938. Précocement brillant, Frederic Prokosch étudie d'abord au Haverford College de Yale où il eut John Dickson Carr pour condisciple, puis en Angleterre, à King's College (Cambridge). Il est aussi joueur de tennis, et représente Yale aux Championnats de squash de l'État de New York en 1937.
Il rencontre le succès dès les années 1930 avec ses romans Les Asiatiques (1935) et Sept fugitifs (1937).
Durant la Seconde Guerre mondiale, Prokosch est attaché de la légation américaine en Suède et au Portugal, et il reste en Europe à la fin des hostilités. Il mène une vie itinérante, surtout en Europe, rencontre beaucoup de figures littéraires de son temps, dont certaines apparaissent dans ses mémoires Voices: A Memoir, publiées en 1984. Ce livre le remet en lumière et Les Asiatiques et Sept fugitifs sont réédités avec beaucoup de succès.
Outre la littérature, il s'intéresse au tennis, au squash et aux papillons.
Il est mort à Grasse, dans le quartier du Plan, le 6 juin 1989.

## Œuvres

### Recueils de poèmes
- (en) The Somnambulists, 1933
- (en) The Assassins, 1936
- (en) The Carnival, 1938
- (en) Death at Sea, 1940
- Ulysse brûlé par le soleil, La Différence, coll. « Orphée », 2012 ((en) Sunburned Ulysses, 1941), trad. Michel Bulteau
- (en) Chosen Poems, 1945

### Romans
- Les Asiatiques, Gallimard, coll. « Du monde entier », 1947 ((en) The Asiatics, 1935), trad. Max MoriseRéédition Gallimard, coll. « L’Imaginaire », 1985
- Sept fugitifs, Gallimard, coll. « Du monde entier », 1948 ((en) The Seven Who Fled, 1937), trad. Rose Celli et Joan SmithRéédition Gallimard, coll. « L’Imaginaire », 2005
- Nuit des humbles, Gallimard, coll. « Blanche », 1949 ((en) Night of the Poor, 1938), trad. Monique Guilbot-SouparisRéédition Gallimard, coll. « L’Étrangère », 1999
- (en) The Skies of Europe, 1941
- Les Conspirateurs, Gallimard, coll. « Du monde entier », 2011 ((en) The Conspirators, 1943), trad. Patrice RepusseauAdapté au cinéma en 1944 par Jean Negulesco : Les Conspirateurs
- (en) The Age of Thunder, 1945
- Pas de quatre, Gallimard, coll. « Du monde entier », 1951 ((en) The Idol of the cave, 1946), trad. Henriette de SarboisRéédition Gallimard, coll. « L’Étrangère », 1996
- La Tempête et l’Écho, Gallimard, coll. « Du monde entier », 1956 ((en) Storm and Echo, 1948), trad. Ludmilla SavitzkyRéédition Gallimard, coll. « L’Imaginaire », 2000
- Hasards de l’Arabie heureuse, Gallimard, coll. « Du monde entier », 1955 ((en) Nine days to Mukalla, 1953), trad. Henriette de SarboisRéédition Gallimard, coll. « L’Étrangère », 1993 puis Gallimard, coll. « L’Imaginaire », 2005
- Béatrice Cenci, Gallimard, coll. « Du monde entier », 1957 ((en) A Tale for Midnight, 1955), trad. Henriette de SarboisRéédition Gallimard, coll. « L’Imaginaire », 2002
- Un chant d'amour, Fayard, 1961 ((en) A Ballad of Love, 1960), trad. Marcelle SibonRéédition Actes Sud, coll. « Babel », 1992
- Les Sept Sœurs, Stock, 1966 ((en) The Seven Sisters, 1962), trad. Marcelle Sibon
- Le Manège d’ombres, Stock, 1967 ((en) The Dark Dancer, 1964), trad. Élisabeth GilleRéédition 10/18, 1987 puis Actes Sud, coll. « Babel », 1999
- Le Naufrage du Cassandre, Stock, 1967 ((en) The Wreck of the Cassandra, 1966), trad. Elisabeth Gille
- Le Manuscrit de Missolonghi, Stock, 1968 ((en) The Missolonghi Manuscript, 1968), trad. Elisabeth GilleRéédition 10/18, 1987
- Ma sauvage Amérique, Phébus, 2004 ((en) America, My Wilderness, 1972), trad. Marcelle Sibon

### Essais et mémoires
- Voix dans la nuit, Fayard, 1984 ((en) Voices: A Memoir, 1984), trad. Léo DiléRéédition 10/18, 1987 puis Phébus, 2004

## Traductions en anglais
- Choix de poèmes de Friedrich Hölderlin, 1943
- Sonnets d'amours de Louise Labé, 1947